# Investiturstriden

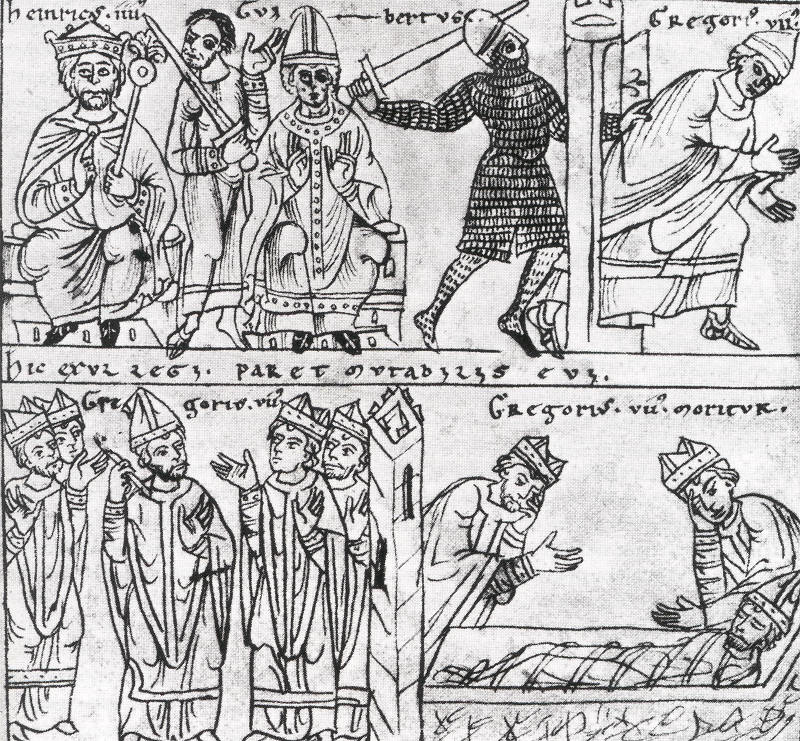
Investiturstriden – illustration från medeltida handskrift (cirka 1150).
Kejsar Henrik IV sätter upp Guibert som motpåve med namnet Clemens III och låter fördriva den legitime påven Gregorius VII från Rom. Därunder ses Gregorius kortvariga återkomst till Rom samt hans död.

Investiturstriden (av investitur, den symboliska högtidliga insättningen av en person i ett kyrkligt ämbete), som pågick officiellt mellan ca 1075 och 1122 men kom att fortsätta under hela medeltiden, flammade upp på grund av det dittillsvarande bruket att furstar och stormän insatte präster i deras ämbeten. I bakgrunden fanns även en politisk och ideologisk strid mellan kejsare och påve om makten över kristenheten. Båda sidor menade att de fått makten från Gud. En episod i investiturstriden var Canossavandringen år 1077.
Medan denna grundläggande fråga förblev omstridd "enades" man i det så kallade Wormskonkordatet 1122 i investiturfrågan. Framdeles skildes insättningen i kyrkliga ämbeten (som helt sköttes av prästerskapet) från förläningen av vidhängande världsliga maktbefogenheter på sådant sätt att påven överlämnade stav och ring och den världsliga härskaren överlämnade spiran.
Investitur (latin:iklädnad) var den medeltida termen för överlämnande av ett ämbete inom feodalväsendet. Sedan vasallen avlagt trohetsed - homagium - till länsherren överlämnade denne genom en symbolisk handling förläningen till vasallen. Biskopar erhöll vid investituren biskopsstaven som tecken på sin andliga ledarställning, en ring som tecken på sin trohet och en spira som symbol för den världsliga makten över de förläningar som normalt hörde till biskopsdömet.